# Napoleons (Vilafranca)
Els Napoleons són una elaboració gastronòmica de croquetes de neula farcides de carn, típiques de la cuina tradicional de Vilafranca, però també presents en altres zones. Aquest tipus de plat combina la delicadesa de la neula amb la intensitat del farcit, creant una experiència única que pot variar segons les tradicions locals o familiars.

## Epònim
El nom d'aquest plat prové de Napoleó Bonaparte, un dels comensals de les "croquettes à la royal" del cuiner i gastrònom francès Marie-Antoine Carème. Altres comensals van ser el príncep d'Anglaterra Jordi IV o el tsar Alexandre I de Rússia entre d'altres. El plat en qüestió consistia en unes boletes de farsa lligada amb ou o beixamel indistintament, empanades i fregides. La tècnica de la fritura era un luxe a principis del segle xix, ja que requeria molt de greix per una banda i bé de combustible per a poder fer la fritura, a banda de que anava farcida d'exquisideses com carns de primera qualitat, trufa, foie i altres. Anterior a aquests fets es consumien unes boletes semblants fetes amb patata, però les croquetes (paraula francesa que vol dir cruixent), s'atribueixen per tant a origen francès, a pesar de ser molt populars en la nostra gastronomia actual. De fet a la nostra comarca comptem amb unes croquetes molt apreciades i consumides que a cada poble les anomenem segons la tradició popular de cadascun: napoleons a Vilafranca, croquetes morellanes a la capital de Els Ports... Estaran entre el nostre receptari des de fa aproximadament un segle. Hi ha qui posa en qüestió que les croquetes que es fan a la zona no són croquetes al portar neules per a protegir l'interior de la farsa, però ho són per les seues característiques. En tot cas serie una variant que fusionaria a la croqueta ja anomenada i la samosa, d'origen oriental, de forma triangular que va protegida per una massa fina a l'exterior. Les xamoses se coneixen de molt temps enrere, segle V aproximadament, que per les seues característiques van viatjar molt i molt lluny en les llargues travessies que partien d'Àsia.

## Història
Els napoleons vilafranquins són un menjar típic del municipi valencià de Vilafranca. Es tracta d'una croqueta de neula farcida de carn picada de porc que té forma triangular, de ací el seu nom i paregut amb el barret que usava Napoleó Bonaparte (emperador francès del segle xviii i XIX). Segons fonts pròximes del municipi, la recepta pot variar, ja que se li poden aplicar diferents condiments però la base de la recepta continuarà sent la mateixa; una croqueta triangular de pasta fullada amb farcit de picat de porc.
No hi ha dades que testifiquen el seu any de creació, però es diu que almenys des del segle xix i XX ja s'elaboraven pels seus avantpassats, generalment s'elaboraven en època de matança, ja que era el moment en què es podia obtindre carn, i se solien menjar en bodes pel fet que la fregitel·la era tot un luxe en l'època. Aquesta classe d'entrant se sap que es va crear a Vilafranca del Cid, ja que no hi ha cap lloc en el món que els elabore igual com els de Vilafranca."
Al segle XXI els napoleons vilafranquins s'han estès per alguns municipis pròxims com a morella, però emprant diferents ingredients encara que conserven la forma del napoleó o pastís. La gent pensa que els napoleons són de morella però és fals, ja que el que elaboren els morellans són croquetes morellanes totalment diferents en sabor. Este succés ha desencadenat una gran discussió, ja que la gent pensa que els napoleons són de Morella i els morellans s'han atribuït la recepta i proclamat com gastronomia cultural de morella. En l'actualitat, el restaurant l'escudella de Vilafranca del Cid és l'únic restaurant que elabora està recepta típica que abans es realitzava amb total normalitat.